# Нидлман, Филип
Филип Нидлман (англ. Philip Needleman, 10 февраля 1939, Бруклин, Нью-Йорк — 25 марта 2024) — американский фармаколог, исследователь в сфере медицины, биохимии, фармакологии, член Национальной академии наук США.
Нидлман был профессором и заведующим кафедрой фармакологии медицинской школы Университета Вашингтона в Сент-Луисе, главным научным сотрудником, руководителем отдела исследований и разработок компании Monsanto.Searle.Pharmacia. Был членом Национальной академии наук и Института медицины, исполнял обязанности президента Центра науки о растениях Дональда Данфорта и исполняющим обязанности генерального директора Научного центра Сент-Луиса.
В фармацевтической промышленности он открыл и разработал широко используемые терапевтические препараты для лечения артрита (ингибиторы ЦОГ-2: Целебрекс®, Бэкстра®, Парекоксиб), сердечной недостаточности (Эплеренон) и онкологических заболеваний (Сунитиниб®).

## Биография
Филип Нидлман родился в Бруклине, штат Нью-Йорк, в семье еврейских иммигрантов из Венгрии, Луи Нидлмана и Лилиан Нидлман (урождённой Зелигман). Вместе со своими братьями он посещал детский сад и учился в начальной школе в ешиве в Джерси-Сити, а затем переехал в Северный Берген в 1948 году. Нидлман начал своё среднее образование в средней школе Хорас Манн и окончил среднюю школу Уихокен.
Нидлман получил степень бакалавра фармацевтики в 1960 году и магистра фармакологии в 1962 году в Филадельфийском колледже фармации и наук. Он завершил свою докторскую диссертацию по фармакологии в медицинской школе Университета Мэриленда в 1964 году. Сразу же после этого он присоединился к медицинской школе Университета Вашингтона в качестве постдокторанта на кафедре фармакологии. В 1967 году он начал работать в качестве полного профессора на факультете фармакологии. Он возглавлял кафедру фармакологии с 1976 по 1989 год. Нидлман стал известен благодаря своим исследованиям гипертонии, он и его коллеги открыли первый антагонист ангиотензина и атриальный натрийуретический фактор, гормон, позволяющий сердцу сообщаться с почками для регулирования артериального давления.
В 1989 году Нидлман покинул академическую среду для работы в фарминдустрии и перешёл на работу в компанию Monsanto на должность вице-президента и главного научного специалиста. Медицинская школа Университета Вашингтона и компания Monsanto дали согласие на то, что он может сохранить свою лабораторию и продолжить базовые исследования, что позволило его семье остаться в Сент-Луисе и оставаться связанным с Университетом Вашингтона. В Monsanto доктор Нидлман смог применить свое ранее сделанное в лаборатории открытие ЦОГ-2, вариации фермента циклооксигеназы, ответственной за воспаление и боль у пациентов с артритом.
В 1987 году Нидлман был избран в Национальную академию наук в отделение физиологии и фармакологии, а в 1993 году — в Институт медицины Академии.
В 1993 году он стал президентом компании Searle. Там он руководил исследованием ЦОГ-2, которое привело к разработке противовоспалительного препарата целекоксиба (Целебрекс). Затем он занимал должность старшего исполнительного вице-президента и главного научного сотрудника компании Pharmacia с 2000 по 2003 год после слияния Monsanto с Pharmacia & Upjohn.
С 2002 года, будучи членом совета директоров больницы Барнс-Джюиш, он оставался тесно связанным с университетом. В 2004 году Нидлман ненадолго вернулся в Медицинскую школу Университета Вашингтона и был назначен ассоциированным деканом в целях реализации проекта BioMed 21, инновационной исследовательской инициативы университета, направленной на ускорение научных открытий. Доктор Нидлман непродолжительное время работал в совете директоров Infinity Pharmaceuticals, Inc., частной компании, которую он покинул после её слияния с Discovery Partners в 2006 году. Он также ранее занимал должность директора NIDUS Partners в Сент-Луисе и научного партнера с Prospect Venture Partners в Сан-Франциско. С 2009 год работал временным президентом двух учреждений: Центра науки о растениях Дональда Дэнфорта и с 2011 года Научного центра Сент-Луиса.

## Награды и премии
В 1994 году доктор Нидлман получил почетную докторскую степень в области естественных наук от Филадельфийского колледжа фармации и наук. Он пять раз становился лауреатом премии «Выдающийся преподаватель» Университета Вашингтона в День основателей, в 1994 году получил Премию Второго столетия, а в 1999 году — почетную докторскую степень в области естественных наук. В 2005 году он получил премию Национальной академии наук за промышленное применение науки за свою работу над «метаболизмом арахидоновой кислоты в физиологии и патофизиологии, которая генерирует простациклин и тромбоксан». В 2011 году Филип и Сима Нидлманы получили премию Элиота Сёрча, в 2019 году — премию Роберта С. Брукинга.
Нидлману было присвоено множество наград и премий, включая премию Джона Джейкоба Абеля Американского общества фармакологов (1974), премию за достижения в исследованиях Американской кардиологической ассоциации (1988), приз Честера Стокка в Мемориальном онкологическом центре им. Слоуна-Кеттеринга (2001) и медаль Института промышленных исследований (2001). В 2002 году он был назначен специальным советником президента по научно-исследовательской работе в Университете Бен-Гуриона в Негеве и вошел в консультативный комитет университета по созданию Национального института биотехнологий в Негеве. В 2004 году он получил премию Pharmacia-ASPET в области экспериментальной терапии и премию за выдающиеся заслуги Центра науки о растениях Дональда Дэнфорта в 2011 году. В 2015 году стал членом Американской академии искусств и наук.

## Личная жизнь
Филип Нидлман был женат на Симе Колман Нидлман, у него было двое детей Нина и Ларри, а также двое внуков. Нидлман трагически погиб 25 марта 2024 года, когда на него обрушилось 30-метровое дерево, пока он гулял в лесу со своей собакой.